# تشيمبورازو (بركان)
بركان  تشيمبورازو (بالإسبانية: Chimborazo) هو أعلى قمة في الإكوادور ويعتقد أن آخر ثوران له حدث في وقت ما في الألفية الميلادية الأولى، وتُعدُّ هذه النقطة أبعد مسافة بين سطح الأرض ومركزها (نظراً لشكل الأرض البيضوي) بـ 6,384.4 كم (3,968 ميل).

## جغرافيا

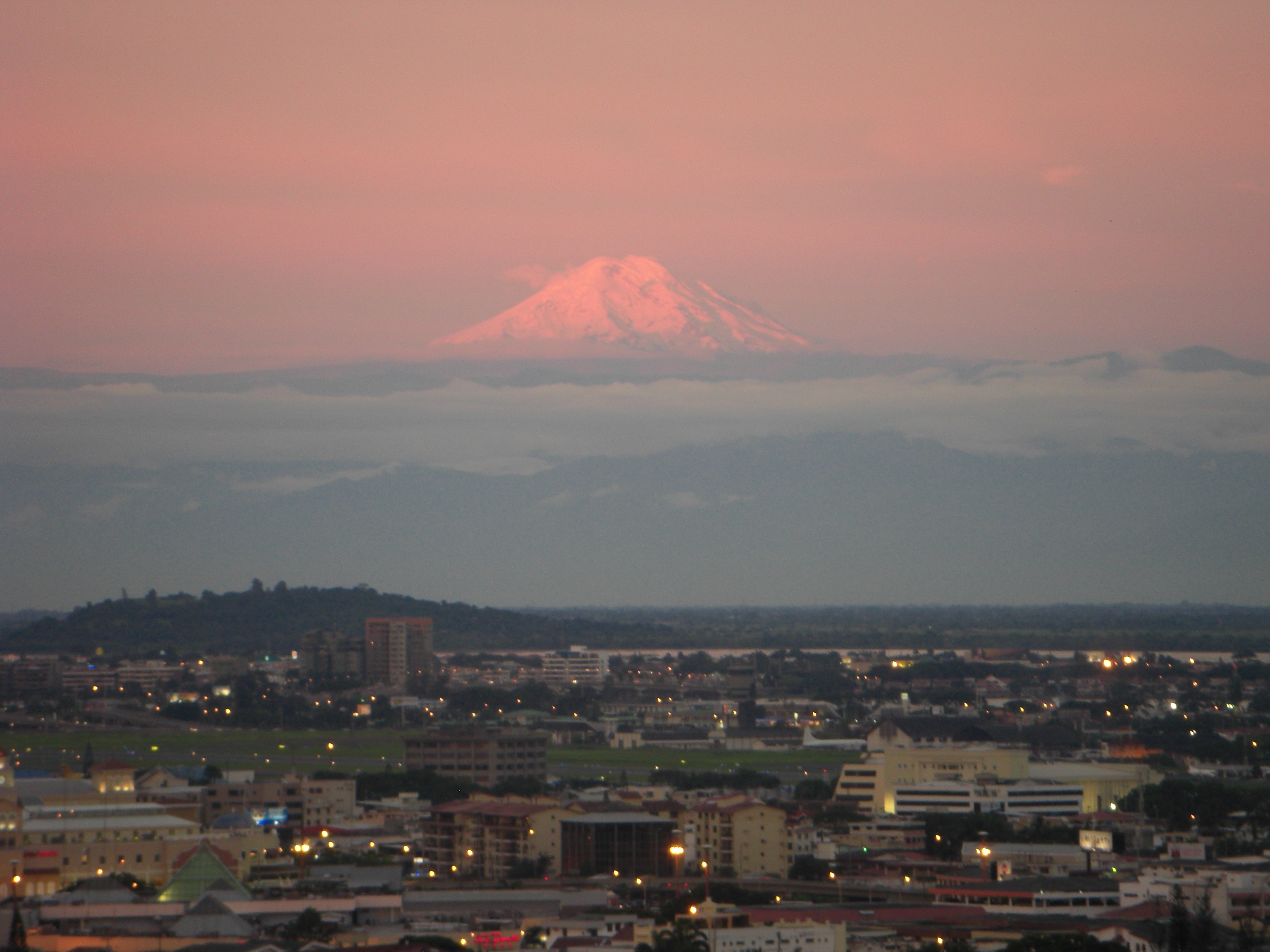

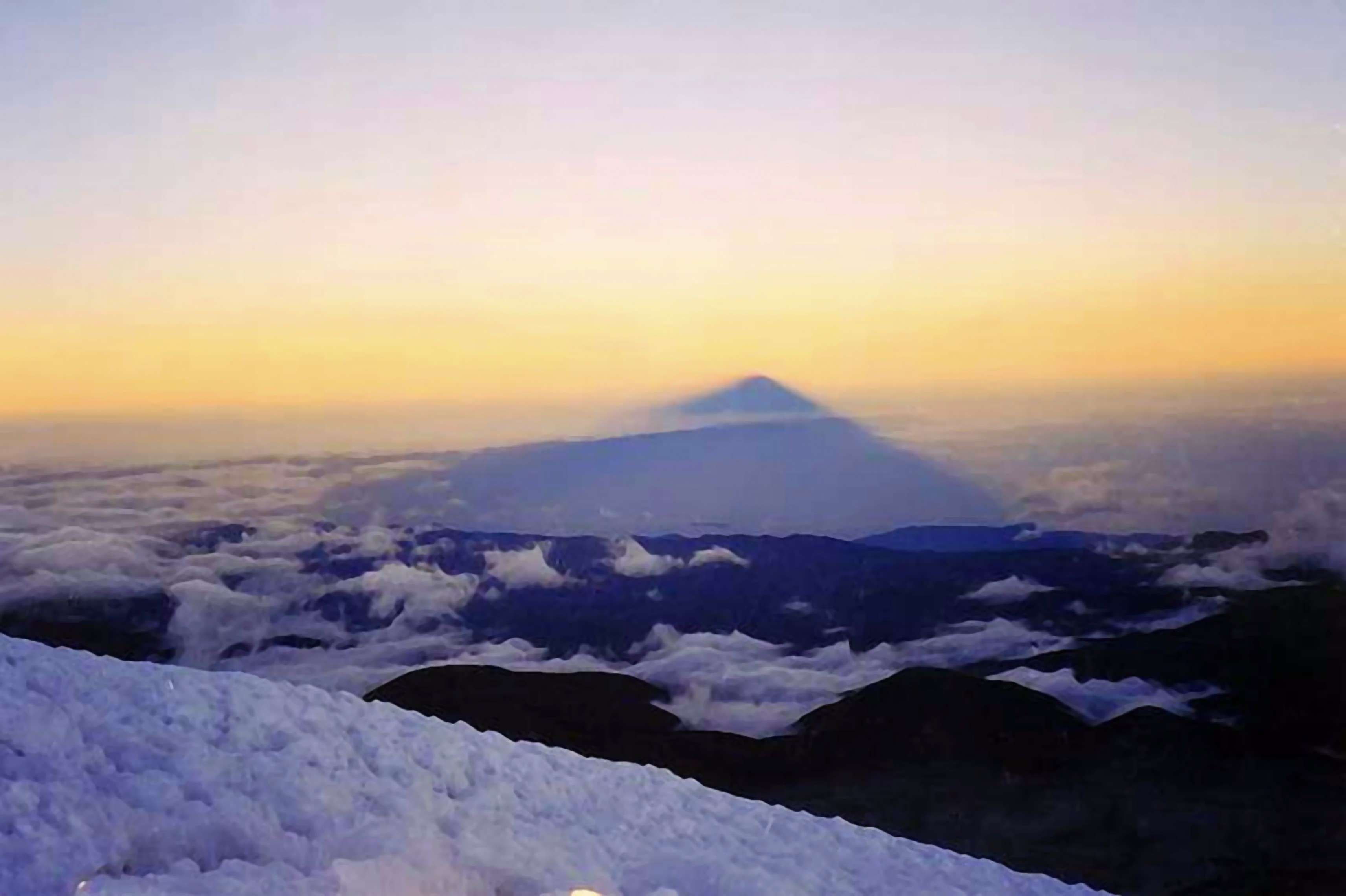

يقع شمبورازو في الكوردييرا أوكسيدنتال من جبال الأنديز في وسط الإكوادور، وعلى بعد 150 كم (93 ميل) جنوب غرب العاصمة كيتو ويلبغ ارتفاع شمبورازو حوالي 5.018 متر وارتفاع القمة 2,500 متر فوق المرتفعات المحيطة بها وتبلغ قاعدتها حوالي 20 كيلو متر.
وتحيط القمة من الجنوب الشرقة مدينة ريورمبا وتبعد حوالي 30 كم وأمباتو تبعد 30 كم إلى الشمال الشرقي.

## الأنهار الجليدية
وتتربع على قمة الشمبورازو الأنهار الجليدية وهذه الأنهار الجليدية تعد مصدر المياه لسكان هذه المنطقة.
وهذه المناطق الجليدية قلّت في الفترة الأخيرة نتيجة الاحتباس الحراري الذي يحدث للعالم.

## الارتفاع
ومع ارتفاع 6.268 متر يعد شمبورازو هو أعلى جبل في الإكوادور وشمال جبال الأنديز في بيرو، بل وهي أعلى من أي مكان في الشمال في قمة الأمريكتين.
وتعد قمة جبل إيفرست أعلى ارتفاعه عن سطح البحر، ولكن قمة شمبورازو أعلى نطاق واسع تشير إليه التقارير إلى أنه أبعد نقطة عن مركز الأرض.

## تسلق الجبل
يعد جبل شمبورازو أعلى جبل في الإكوادور ويقوم المتسلقون بتسلقه طوال العام وفي عدة مواسم.
وأفضل هذه المواسم هي الفترة ما بين كانون الأول / ديسمبر وبين يناير ويوليو وأغسطس.
واسه الطرق المؤدية إلى قمة الجبل تبدأ من التلال الغربية في كوخ Whymper التي تؤدي عبر القمة Ventemilla إلى القمة الرئيسية (Whymper).

## وصلات خارجية
- "Climbing information for Chimborazo". Summitpost.org. مؤرشف من الأصل في 2009-01-07. اطلع عليه بتاريخ 2009-01-01.[ ]
- You must specify vnum when using {{cite gvp}}.